# Tonhi Terenzi
Tonhi Terenzi (ur. 16 marca 1969 w Genui) – włoski szablista, brązowy medalista olimpijski i pięciokrotny medalista mistrzostw świata.
Na igrzyskach olimpijskich w Barcelonie w 1992 roku był ósmy w zawodach drużynowych. Na rozgrywanych cztery lata później igrzyskach olimpijskich w Atlancie w 1996 roku wspólnie z Raffaello Casertą i Luigim Tarantino zdobył drużynowo brązowy medal. Brał też udział w igrzyskach olimpijskich w Sydney w 2000 roku, zajmując ósme miejsce drużynowo i siódme indywidualnie.
Podczas mistrzostw świata w Lyonie w 1990 roku wywalczył brązowy medal indywidualnie, plasując się za Węgrem Györgym Nébaldem i Heorhijem Pohosowem z ZSRR. Na rozgrywanych trzy lata później mistrzostwach świata w Essen reprezentacja Włoch w składzie: Raffaello Caserta, Giovanni Sirovich, Giovanni Scalzo, Marco Marin i Tonhi Terenzi zdobyła drużynowo srebrny medal. Na tej samej imprezie zdobył też brązowy medal indywidualnie, plasując się za Rosjaninem Grigorijem Kirijenko i Węgrem Bence Szabó. Następnie wspólnie z Tarantino, Casertą i Marinem zwyciężył w zawodach drużynowych na mistrzostwach świata w Hadze w 1995 roku. Wywalczył tam również brązowy medal indywidualnie, plasując się za Grigorijem Kirijenko i Niemcem Felixem Beckerem.
Zdobył również drużynowo srebrny medal na mistrzostwach Europy w Płowdiwie w 1998 roku i brązowy na mistrzostwach Europy w Bolzano rok później.